# Вајт Плејнс (Алабама)
Вајт Плејнс (енгл. White Plains) насељено је место без административног статуса у америчкој савезној држави Алабама.

## Демографија
По попису из 2010. године број становника је 811.
| Група             | 2000.    | 2010.       |
| Белци             | 0 (0,0%) | 774 (95,4%) |
| Афроамериканци    | 0 (0,0%) | 14 (1,7%)   |
| Азијати           | 0 (0,0%) | 2 (0,2%)    |
| Хиспаноамериканци | 0 (0,0%) | 11 (1,4%)   |
| Укупно            | 0        | 811         |